# Phụ Dực
Phụ Dực là một huyện cũ thuộc tỉnh Thái Bình, Việt Nam.

## Vị trí địa lý
- Phía Bắc giáp huyện Vĩnh Bảo của thành phố Hải Phòng.
- Phía Nam giáp huyện Đông Quan.
- Phía Đông giáp huyện Thụy Anh.
- Phía Tây giáp huyện Quỳnh Côi.

## Lịch sử
Ngày 2 tháng 12 năm 1955, sáp nhập xã Đồng Tiến thuộc huyện Phụ Dực vào huyện Thụy Anh và đổi tên thành xã Thụy Tiến; sáp nhập hai xã Diên Hồng và Quang Vinh thuộc huyện Quỳnh Côi vào huyện Phụ Dực và chia thành 4 xã mới là: An Thọ, An Ấp, An Vinh, An Kỳ; chuyển hai xóm Tân An và Thái Học của xã Liên Phương (huyện Đông Quan) vào huyện Phụ Dực để sáp nhập với hai thôn Trung Thượng và Tràng Lữ của xã Tân Mỹ thuộc huyện Phụ Dực thành xã An Tràng.
Ngày 28 tháng 2 năm 1958, chuyển xã Thụy Tiến thuộc huyện Thụy Anh trở lại huyện Phụ Dực và đổi lại tên cũ là xã Đồng Tiến; sáp nhập hai xã An Thọ và An Kỳ vào huyện Quỳnh Côi và đổi tên xã An Thọ thành xã Quỳnh Thọ, đổi tên xã An Kỳ thành xã Quỳnh Minh.
Ngày 17 tháng 6 năm 1969, huyện Phụ Dực được hợp nhất với huyện Quỳnh Côi thành huyện Quỳnh Phụ.

## Hành chính
Đến năm 1969, huyện Phụ Dực có 18 xã: An Ấp, An Bài, An Cầu, An Đồng, An Dục, An Hiệp, An Khê, An Lễ, An Mỹ, An Ninh, An Quý, An Thái, An Thanh, An Tràng, An Vinh, An Vũ, Đông Hải, Đồng Tiến.